# امبر آنینگ
امبر آنینگ (انگلیسی: Amber Anning؛ زادهٔ ۱۸ نوامبر ۲۰۰۰) دونده سرعت زن اهل بریتانیا است.
وی در مسابقات کشوری و بین‌المللی در مجموع برندهٔ ۱ مدال طلا، ۳ مدال نقره، ۲ مدال برنز شده است.